# Havre Athletic Club hockey sur glace
Pour un article plus général, voir Le Havre Athletic Club.
Pour les articles homonymes, voir HAC et HCH.
Le Havre Athletic Club hockey sur glace  ou HAC hockey sur glace est un club français de hockey sur glace basé au Havre, en Haute-Normandie. Il évolue au quatrième niveau national (division 3) pendant la majorité de son histoire, avant de cesser de participer au championnat de France en 2013 pour ne jouer qu'en catégorie loisirs. L'équipe porte le surnom des Bulldock's du Havre.

## Historique
C'est sous l'appellation du Club des Sports de Glace du Havre – section hockey que le club voit le jour en 1974. Au cours des années 1980, le club change de nom pour devenir le Hockey Club du Havre (HCH). En 2001, il adopte le nom de HAC Hockey sur Glace (Havre Athletic Club) en intégrant le HAC omnisports.
L'équipe première évolue en division 3 (quatrième et dernier niveau national) pendant la majeure partie de sa participation au championnat de France. Elle évolue en division 2, troisième niveau national, de 2001 à 2007. En 2013, le club cesse de participer au championnat de France et ne joue plus qu'en catégorie loisirs.
L'équipe porte le surnom des Dock's du Havre jusqu'en 2013. L'équipe loisirs porte celui des Bulldock's du Havre[réf. souhaitée]. Elle évolue à la patinoire du Havre qui compte 1 045 places dont 900 assises.

## Palmarès
- Champions de Normandie Poussins en 2008 ;
- Champion de France Cadet Excellence en 2006 ;
- Médaille de bronze au championnat de France Cadet en 2005 ;
- Champion de France Loisirs en 2005 ;
- Champion de Normandie Poussins en 2002 ;
- Champion de Normandie Benjamins en 2001 ;
- Passage de la division 3 à la division 2 en 2001.

## Joueurs actuels
| No    | Nom                     | Nat. | Position  | Arrivée |
| ----- | ----------------------- | ---- | --------- | ------- |
| +002, | Marc-Antoine Baran      |      | Gardien   |         |
| +061, | Jean-Baptiste Forveille |      | Gardien   |         |
|       | Julien Carrie           |      | Défenseur |         |
| +008, | Félix Frebourg          |      | Défenseur |         |
| +013, | Matthieu Ras            |      | Défenseur |         |
| +015, | Christophe Lemarrec     |      | Défenseur |         |
| +019, | Hugo Collette           |      | Défenseur |         |
|       | Geoffroy Augereau       |      | A         |         |
|       | Nathan Cantais          |      | Attaquant |         |
|       | Aonice Sebbouh          |      | Attaquant |         |
| +003, | Antoine Keisser         |      | Attaquant |         |
| +006, | Drisse Sebbouh          |      | Attaquant |         |
| +010, | Romain Varin            |      | Attaquant |         |
| +012, | Pierre-Jean Serville    |      | Attaquant |         |
| +016, | Camille Dicquemare      |      | Attaquant |         |
| +017, | Charles Melino          |      | Attaquant |         |
| +018, | Fabien Bouilloux        |      | Attaquant |         |
| +020, | Maxime Frebourg         |      | Attaquant |         |
| +021, | Cyrille Friboulet       |      | Attaquant |         |

## Identité visuelle

Logo jusqu'en 2022
Logo depuis 2022